# Израильско-сомалилендские отношения
Израильско-сомалилендские отношения — двусторонние контакты между Израилем и Сомалилендом. В настоящее время между странами не установлены официальные дипломатические отношения.

## История
В 1960 году Израиль стал одной из 35 стран, признавших независимость Государства Сомалиленд, которое потеряло государственность в том же году после объединения с Сомали в единое государство Сомалийскую Республику.
В 1995 году президент Сомалиленда Мохамед Хаджи Ибрагим Эгаль написал письмо премьер-министру Израилю Ицхаку Рабину с просьбой установить дипломатические отношения между странами. В сентябре 2001 года также сообщалось, что Сомалиленд ищет контакты с Израилем после того, как Саудовская Аравия запретила ввоз скота из страны из-за лихорадки Рифт-Валли. В это время несколько израильских бизнесменов находились в столице Сомалиленда Харгейсе. Однако, как сообщается, следующий президент Сомалиленда Дахир Риял Кахин, избегал контактов с Израилем, чтобы не допустить обострения отношений с арабским и мусульманским миром, от которых он в значительной степени зависел в торговле скотом.
В феврале 2010 года официальный представитель министерства иностранных дел Израиля Игаль Палмор был процитирован в газете «Гаарец», что его правительство готово снова признать Сомалиленд. Хотя он и добавил, что правительство Сомалиленда не связывалось с правительством Израиля для установления отношений.
В августе 2020 года Сомалиленд поддержал подписание израильско-эмиратского мирного договора.